# Anton Stamitz
Anton Thadäus Johann Nepomuk Stamitz (cz. Antonín Tadeáš Jan Nepomuk Stamic; ur. 27 listopada 1750 w Deutsch Brod, zm. przypuszczalnie w Paryżu lub Wersalu między 1796 a 1809) – niemiecki kompozytor i skrzypek pochodzenia czeskiego.

## Życiorys
Syn Johanna, urodził się podczas podróży rodziny do Czech. Uczył się muzyki u swojego brata Carla, następnie u Christiana Cannabicha. W latach 1764–1770 był skrzypkiem orkiestry dworskiej w Mannheimie. W 1770 roku wyjechał wraz z bratem do Paryża, gdzie w 1772 roku występował w Concert Spirituel. Od 1782 do 1789 roku był członkiem orkiestry dworskiej w Wersalu. Jego uczniem był Rodolphe Kreutzer. Nie wiadomo nic na temat jego losów po 1789 roku. Według informacji z 1796 roku przebywał w przytułku dla obłąkanych.

## Twórczość
W swojej twórczości kontynuował tradycje szkoły mannheimskiej. Uprawiał wyłącznie twórczość instrumentalną. Skomponował 15 symfonii, 5 symfonii koncertujących, 26 koncertów, 54 kwartety smyczkowe, 60 triów, 12 duetów na dwoje skrzypiec, 18 duetów na skrzypce i altówkę, 30 duetów na dwa flety, 6 sonat skrzypcowych, 12 wariacji na skrzypce i instrument klawiszowy.